# Mount Bowles
Mount Bowles är ett berg på Sydshetlandsöarna i Antarktis. Argentina, Chile och Storbritannien gör anspråk på området. Toppen på Mount Bowles är 834 meter över havet.
Närmaste befolkade plats är forskningsstationen St. Kliment Ohridski, 7,8 kilometer väster om Mount Bowles.
Ursprunget till namnet är osäkert; det förekommer först (dåligt placerat och förmodligen avsett för något annat berg på ön) på en karta från 1929 som skapades av den brittiska expeditionen (1828-31) under kapten Henry Foster på HMS Chanticleer.